# Гоббс (Нью-Мексико)
Гоббс (англ. Hobbs) — місто (англ. city) в США, в окрузі Леа штату Нью-Мексико. Населення — 40 508 осіб (2020).

## Географія
Гоббс розташований за координатами 32°43′49″ пн. ш. 103°9′38″ зх. д. / 32.73028° пн. ш. 103.16056° зх. д. (32.730276, -103.160490).  За даними Бюро перепису населення США в 2010 році місто мало площу 62,14 км², з яких 62,04 км² — суходіл та 0,10 км² — водойми. В 2017 році площа становила 68,47 км², з яких 68,37 км² — суходіл та 0,10 км² — водойми.

### Клімат
| Клімат : Гоббс        | Клімат : Гоббс | Клімат : Гоббс | Клімат : Гоббс | Клімат : Гоббс | Клімат : Гоббс | Клімат : Гоббс | Клімат : Гоббс | Клімат : Гоббс | Клімат : Гоббс | Клімат : Гоббс | Клімат : Гоббс | Клімат : Гоббс | Клімат : Гоббс |
| Показник              | Січ.           | Лют.           | Бер.           | Квіт.          | Трав.          | Черв.          | Лип.           | Серп.          | Вер.           | Жовт.          | Лист.          | Груд.          | Рік            |
| Середній максимум, °C | 13,6           | 16,6           | 20,6           | 25,6           | 29,8           | 33,9           | 34,4           | 33,6           | 30,0           | 25,1           | 18,4           | 14,2           | 24,6           |
| Середній мінімум, °C  | −2,3           | −0,1           | 3,1            | 8,0            | 13,0           | 17,6           | 19,3           | 18,8           | 15,2           | 9,1            | 2,7            | −1,4           | 8,6            |
| Норма опадів, мм      | 12             | 12             | 14             | 20             | 49             | 47             | 55             | 60             | 65             | 39             | 14             | 14             | 400            |
| --------------------- | -------------- | -------------- | -------------- | -------------- | -------------- | -------------- | -------------- | -------------- | -------------- | -------------- | -------------- | -------------- | -------------- |
| Джерело: WRCC         |                |                |                |                |                |                |                |                |                |                |                |                |                |

## Демографія
Згідно з переписом 2010 року, у місті мешкали 34 122 особи в 11 629 домогосподарствах у складі 8240 родин. Густота населення становила 549 осіб/км².  Було 12900 помешкань (208/км²).
Расовий склад населення:
| - 73,0 % — білих - 6,1 % — чорних або афроамериканців - 1,3 % — корінних американців - 0,6 % — азіатів - 0,1 % — вихідців з тихоокеанських островів - 16,2 % — осіб інших рас |

До двох чи більше рас належало 2,7 %. Частка іспаномовних становила 53,7 % від усіх жителів.
За віковим діапазоном населення розподілялося таким чином: 29,8 % — особи молодші 18 років, 60,1 % — особи у віці 18—64 років, 10,1 % — особи у віці 65 років та старші. Медіана віку мешканця становила 30,8 року. На 100 осіб жіночої статі у місті припадало 105,9 чоловіків;  на 100 жінок у віці від 18 років та старших — 106,8 чоловіків також старших 18 років.
Середній дохід на одне домашнє господарство  становив 71 014 долари США (медіана — 56 905), а середній дохід на одну сім'ю — 75 973 долари (медіана — 62 658). Медіана доходів становила 51 929 доларів для чоловіків та 31 544 долари для жінок. За межею бідності перебувало 16,5 % осіб, у тому числі 25,0 % дітей у віці до 18 років та 9,0 % осіб у віці 65 років та старших.
Цивільне працевлаштоване населення становило 15 618 осіб. Основні галузі зайнятості: сільське господарство, лісництво, риболовля — 17,9 %, освіта, охорона здоров'я та соціальна допомога — 15,8 %, роздрібна торгівля — 10,6 %, мистецтво, розваги та відпочинок — 9,8 %.